# Kyōsei Tsukui
Kyōsei Tsukui (津久井 教生, Tsukui Kyōsei), né Tsukui Norio le 27 mars 1961 à Tōkyō, est un seiyū. Il a travaillé pour 81 Produce. Le 17 février 2023, il annonce mettre fin à sa carrière après avoir perdu sa voix en raison d'une trachéotomie, rendue nécessaire par son état de santé.

## Rôles

### Anime
- Johan Tsang dans Black Blood Brothers
- Labramon et Shisamon dans Digimon Tamers: The Adventurer's Battle
- Pochi dans He Is My Master
- Michelo Chariot dans Mobile Fighter G Gundam
- Kouji Senoo dans Ojamajo Doremi
- Keith Evans dans Psychic Force
- Détective Kun-kun et Laplace's Demon dans Rozen Maiden
- Straight Cougar dans s-CRY-ed
- Bebop dans Teenage Mutant Ninja Turtles - Superman Legend
- Hakka dans "Zombie-Loan"

### Tokusatsu
- Zelmoda dans Gekisō Sentai Carranger
- Chainzaws dans Seijū Sentai Gingaman
- Spartan dans Kyūkyū Sentai GoGo Five
- Cellphone Org dans Hyakujū Sentai Gaoranger
- Yatsudenwani dans Bakuryū Sentai Abaranger
- Niwante dans Tokusō Sentai Dekaranger
- Kanadegami dans GoGo Sentai Boukenger
- Sojo dans Juken Sentai Gekiranger
- Carrigator dans Engine Sentai Go-onger
- Namono-Gatari (Gatari) dans Tensou Sentai Goseiger
- Crust Imagin dans Kamen Rider Den-O
- Yatsudenwani dans Kaizoku Sentai Gokaiger vs. Uchuu Keiji Gavan: The Movie

### Rôles de doublage
- Donald et Douglas dans Thomas et ses amis (Saison 11-)